# La Rivière-Saint-Sauveur
La Rivière-Saint-Sauveur là một xã ở tỉnh Calvados, thuộc vùng Normandie ở tây bắc nước Pháp.

## Dân số
| 1962                                                            | 1968  | 1975  | 1982  | 1990  | 1999  |
| --------------------------------------------------------------- | ----- | ----- | ----- | ----- | ----- |
| 1 307                                                           | 1 363 | 1 395 | 1 515 | 1 584 | 1 578 |
| Nombre retenu à partir de 1962: Population sans doubles comptes |       |       |       |       |       |